# Libration lunaire

Cette animation montre un ensemble de vues simulées de la Lune sur une période d'un mois, comme si une photographie avait été prise chaque jour à la même heure. Elle permet de mettre en évidence le phénomène de libration lunaire.

La libration lunaire est le mouvement de libration de la Lune. La Lune présentant toujours le même hémisphère à la Terre (sa rotation étant synchrone, c’est-à-dire sa période de révolution étant égale à sa période de rotation), seule la libration permet à un observateur à la surface de la Terre de voir plus de 50 % de la surface de la Lune.

## Description
La rotation de la Lune sur son axe est synchrone avec sa révolution autour de la Terre : elle tourne sur elle-même et effectue une révolution complète en 27,322 jours.
Si l'orbite de la Lune était parfaitement circulaire et si son axe de rotation était rigoureusement perpendiculaire au plan de son orbite, une personne située sur Terre observerait toujours les mêmes 50 % de la surface lunaire si elle effectuait toujours ses observations à la même heure. Au lieu de cela, les phénomènes de libration lunaire lui permettent d'observer des parties légèrement différentes de sa surface à des moments différents. Des observations fines montrent qu'un total de 59 % de la surface de la Lune peut être observé depuis la Terre. En fait, nous avons 41 % qui restent visibles en permanence, 18 % qui sont successivement dévoilés par la libration au cours des lunaisons, et enfin 41 % qui ne sont jamais visibles depuis la Terre (et à un instant donné on ne peut voir que 49,8 % de la surface lunaire).  
Ces phénomènes peuvent prendre quatre formes distinctes : les librations en longitude, les librations en latitude, les librations parallactiques et les librations physiques.

## Librations en longitude
Si la Lune tournait autour de la Terre en un cercle parfait (ellipse d’excentricité nulle), sa vitesse angulaire de rotation autour de la Terre serait uniforme (2e loi de Kepler) et toujours égale à sa vitesse angulaire de rotation autour d'elle-même. Il n’y aurait donc pas de libration en longitude.
Toutefois, les perturbations gravitationnelles dues aux autres corps du système solaire, ainsi qu’aux hétérogénéités de répartition de masse au sein des corps terrestre et lunaire entraînent des irrégularités dans le mouvement de révolution géocentrique lunaire, qui se traduit par une orbite dont l’excentricité varie autour d’une valeur moyenne de 0,0549. 
La Lune parcourt donc son orbite sur une trajectoire elliptique avec une vitesse variable (2e loi de Kepler). Ainsi, quand elle s'éloigne de son périgée (quart d'ellipse de la flèche noire sur l'illustration), elle met moins de temps pour parcourir un quart de son orbite que pour pivoter de 90° sur son axe : la Lune laisse alors voir une mince bande supplémentaire de son bord est (vu de la Terre).

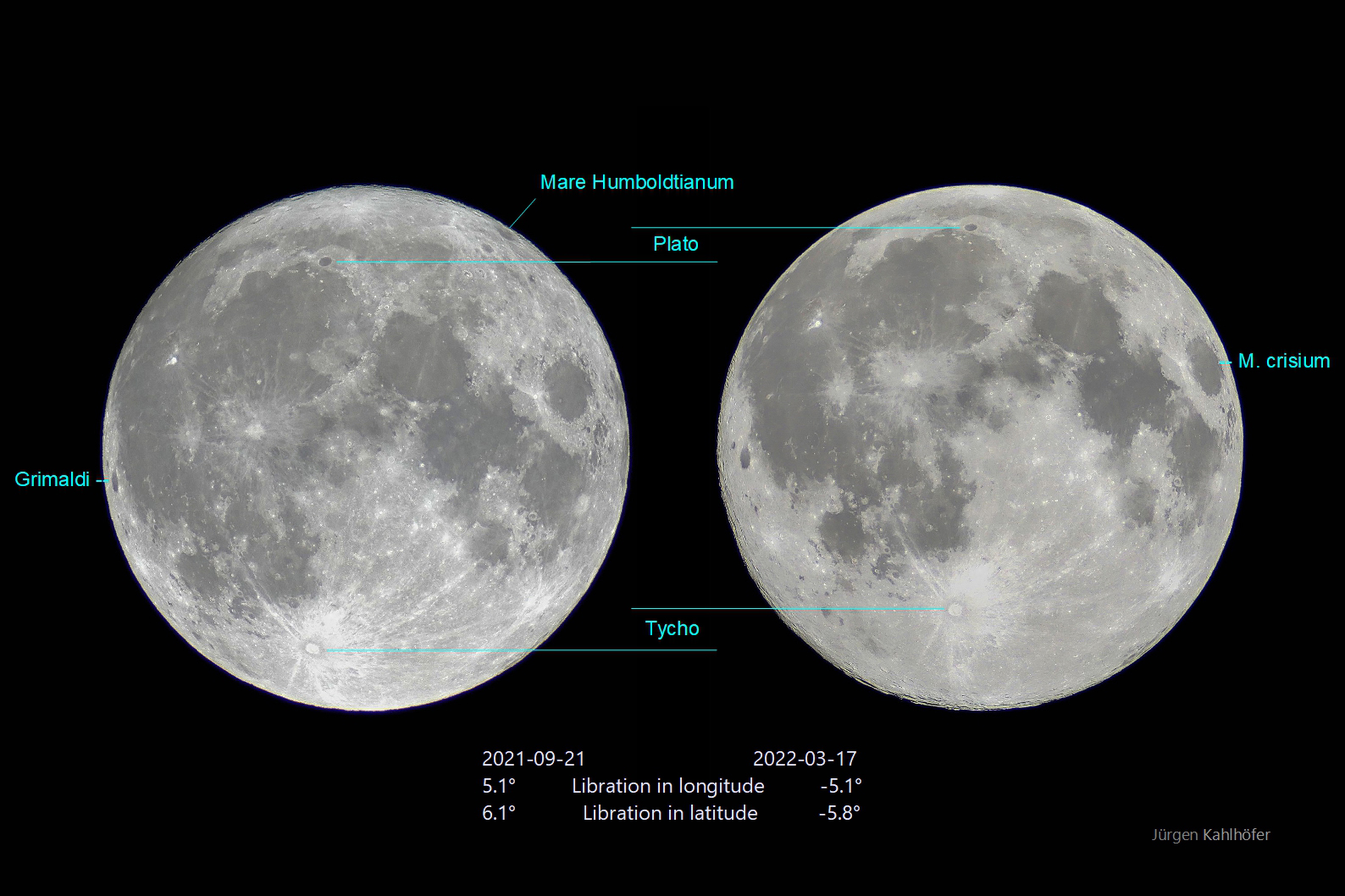
La pleine lune aux librations opposées

À l’inverse, lorsqu’elle s'éloigne de son apogée (à l'opposé de la flèche noire sur l'illustration), elle met plus de temps pour parcourir ce quart de son ellipse que pour pivoter de 90°, et la Lune laisse voir plus largement son bord ouest (vu de la Terre). De façon imagée, la Lune semble dire « non » de la tête.
La valeur de la libration en longitude se situe autour de 7° 54′ (donc un total de deux fuseaux d'un peu moins de 8° chacun au cours d'une lunaison).

## Librations en latitude

La partie visible excède les pôles.

La libration en latitude signifie que l’observateur peut voir au delà des pôles Nord ou Sud du globe lunaire, selon la position sur l'orbite.
Ceci est dû au fait que l’axe de rotation de la Lune n’est pas perpendiculaire au plan de son orbite : la Lune conserve cet angle de 6,68° tout au long de sa course orbitale. 
De façon imagée, la Lune semble faire « oui » de la tête.

## Librations parallactiques (parallaxe diurne)

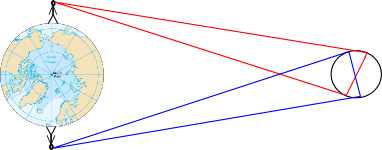
Illustration de la libration parallactique.

Il s’agit d’un phénomène purement optique, dû aux positions respectives de la Lune et de l’observateur à la surface du sol.

En début de nuit, alors que la Lune se lève pour un observateur situé à l'équateur, celui-ci est plus favorablement positionné pour observer le bord oriental de la Lune. À l’inverse, en fin de nuit, il peut observer plus favorablement le bord Ouest de la Lune. 

Cette parallaxe, d'une valeur d'environ 1°, est très difficile à exploiter en pratique : en effet, c’est lorsque leur effet géométrique est maximal (lever et coucher de Lune) que l’observation est rendue plus difficile, en raison de la lumière de l’aube et du crépuscule, et de l’épaisseur plus importante de l’atmosphère terrestre à travers laquelle se fait l’observation.

## Librations physiques
Il s’agit cette fois de véritables vibrations physiques de la sphère lunaire autour de sa position moyenne. Ces infimes vibrations (pas plus de quelques minutes d’arc) sont causées par l’attraction variable de la Terre sur la Lune, et ne sont pas perceptibles à l’œil nu. L’étude de ces oscillations est de la plus haute importance pour la détermination de la forme et de la structure interne de la Lune.
L’ensemble de ces phénomènes de libration au cours de lunaisons successives permet d’observer environ 59 % de la surface lunaire depuis la surface terrestre. Les zones supplémentaires ainsi offertes à l’observation sont très déformées par l’effet de perspective, et rendent difficile l’observation de ces régions depuis la Terre. Seules les sondes spatiales, par un survol régulier, en permettent l’étude topologique précise.